# 끄라스

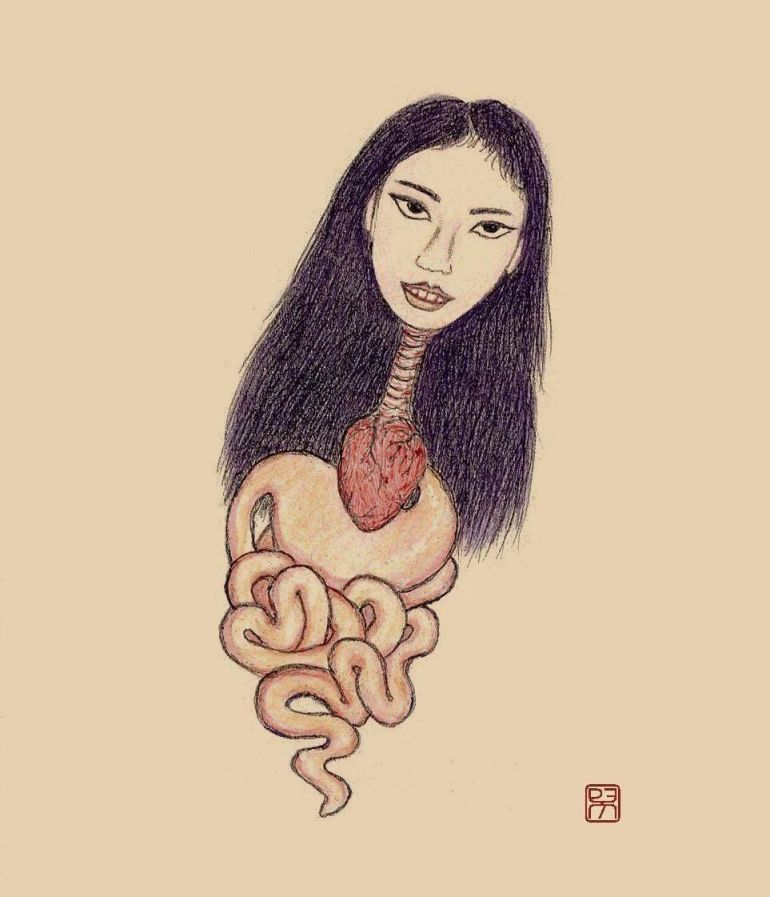
끄라스를 묘사한 그림

끄라스(태국어: กระสือ, 태국어 발음: [krā.sɯ̌ː])는 태국을 비롯한 동남아시아 지역에서 전해내려오는 야행성의 여성형 유령 혹은 괴물이다. 흔히 젊고 아름다운 여성의 머리의 형태를 하고 있으며, 목 아래는 내부 장기가 드러난 상태로 매달려 있는 것으로 묘사된다. 낮에는 평범한 인간처럼 지내다가 밤이되면 몸과 머리가 분리된 상태로 가축을 잡아먹거나 태아의 태반을 먹는다고 한다.
태국 이외의 국가에서도 이러한 괴물을 부르는 명칭이나 유사한 전승이 있으며, 캄보디아에서는 압(크메르어: អាប), 라오스에서는 까수(라오어: ກະສື), 말레이시아에서는 발란발란(말레이어: Balan-balan), 페낭갈란(말레이어: Penanggalan), 인도네시아에서는 쿠양(인도네시아어: Kuyang) 혹은 레악(인도네시아어: Leak), 팔라식(인도네시아어: Palasik), 필리핀에서는 마나낭갈(필리핀어: Manananggal)이라고 부른다.
이에 대응하는 남성형의 일종으로 끄라항(태국어: กระหัง)이 있다.

## 관련 작품

### 태국
- กระสือ (Krasue, 1994): 텔레비전 시리즈.
- ตำนานกระสือ (Tamnan Krasue, Demonic Beauty, 2002): 공포 영화. 18세기 중반 태국 지배자와 강제로 결혼한 캄보디아 왕국 공주가 부정을 들켜 처형된 뒤 인근 마을 도펠겡거 소녀의 몸에 들어가 소녀의 영혼과 신체를 공유하면서 소녀는 낮에는 평범한 인간으로 밤에는 끄라스로 살게 된다. 11월 15일 개봉하였다.
- กระสือวาเลนไทน์ (Krasue Valentine, 2006): 공포 영화. 본인은 자각하지 못하고 있으나 밤마다 끄라스가 되는 간호사가 장애를 가진 병원 잡역부와 가까워진다. 2월 9일 개봉하였다.
- 귀수동화 (แสงกระสือ, Inhuman Kiss, 2019): 공포 영화.

### 인도네시아
- Mistik (Mystics in Bali, 1981): 공포 영화. 페낭갈란, 레악 등 다양한 설화에서 여러 요소를 차용하였다.

### 캄보디아
- កូនអើយ ម្តាយអាប (My Mother Is An Arb, 1980): 공포 영화. 캄보디아 민속 설화를 억압하던 크메르 루주 정권 민주 캄푸치아 시대가 막을 내린 뒤에 만들어진 첫 캄보디아 영화로 개봉 당시 캄보디아에서 인기를 끌었다. 외딴 마을에서 어머니와 단 둘이 살던 소년이 어머니가 실은 압이라는 걸 알게 된다.
- អាប (Nieng Arp, Lady Vampire, 2004): 공포 영화. 갱단에게 잔인하게 집단 성폭행을 당하고 남자친구의 목숨까지 잃은 여성에게 고대 마녀가 빙의하면서 압이 되어 갱단에게 복수한다. 16년 뒤 바탐방으로 소풍을 온 학생들이 이 압과 마주친다. 8월 24일 개봉하였다.

## 같이 보기
- 둘러한
- 원령
- 로쿠로쿠비
- 원귀
- 아누만 라차톤